# Dicranoptycha issikina
Dicranoptycha issikina är en tvåvingeart som beskrevs av Alexander 1930. Dicranoptycha issikina ingår i släktet Dicranoptycha och familjen småharkrankar.
Artens utbredningsområde är Taiwan. Inga underarter finns listade i Catalogue of Life.